# Рада, Властимил
Властимил Рада (чеш. Vlastimil Rada; 5 апреля 1895[…], Ческе-Будеёвице, Ческе-Будеёвице[…] — 22 декабря 1962[…], Прага[…]) — чешский художник, график, иллюстратор, писатель

 и педагог; преподаватель Пражской Академии изящных искусств.

## Биография
Властимил Рада родился 5 апреля 1895 года в чешском городе Ческе-Будеёвице в семье железнобродских уроженцев: профессора средней школы рисования Петра Рады (родился в 1857 году) и его жены Олдржишки Аддеовой (родилась в 1858 году). В 1904 году семья будущего художника переехала в Прагу.
В период с 1908 по 1912 год, во время учебы во Властимильской средней школе, Рада также посещал частную школу живописи художника-пейзажиста Вацлава Янса. В 1912–1919 годах Властимил Рада изучал живопись в Пражской Академии изящных искусств у профессоров Макса Швабинского и Яна Прейслера и скульптуру у Яна Штурса. 

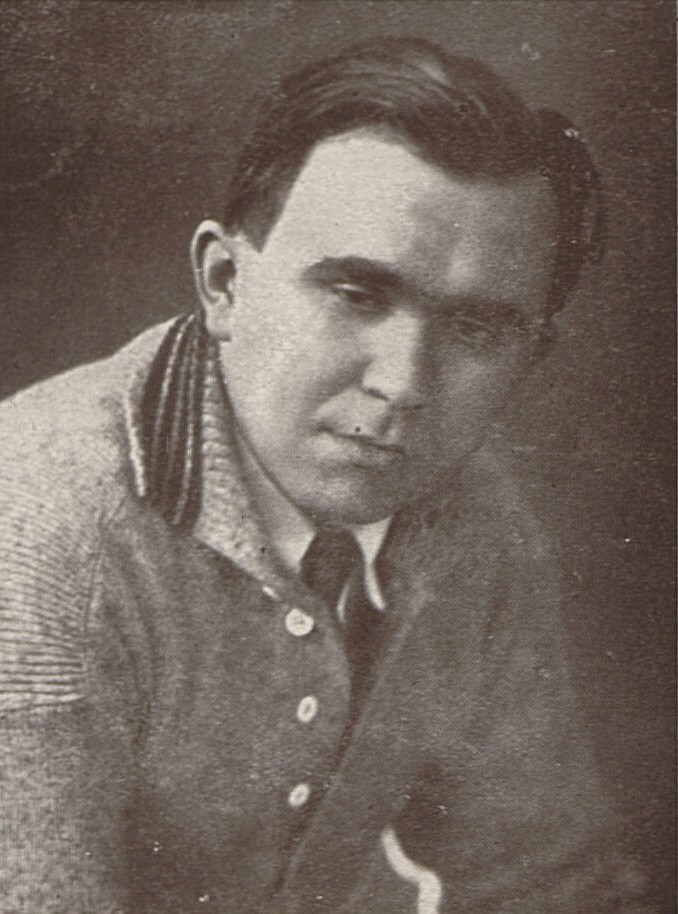
Властимил Рада (1927)

В 1913 году Властимил Рада принял участие в учебной поездке студентов во Францию, во время которой, помимо посещения Лувра, его особенно интересовали работы современных художников в частных художественных галереях. Только на обратном пути (в Штутгарте) он ближе познакомился с творчеством французского живописца Поля Сезанна. В этой поездке он также познакомился с художником Вацлавом Рабасом и его творчеством. С этого же года он стал членом художественного отдела общества «Умелецкая беседа», где был одним из основных представителей его реформистского крыла вокруг так называемой группы Яреша.
В 1918 году В. Рада ненадолго стал членом «Ассоциации художников-визуалистов Манеса», но вскоре он оставил этот творческий союз, и с 1920 года художник регулярно выставлял свои произведения только на выставках, устраиваемых под патронажем «Умелецкой беседы».
В 1921 году он опубликовал статью «По пути истины» в журнале «Жизнь», где сформулировал основные теоретические положения художественного творчества. 
В 1920–1925 годах он жил в городе Железни-Брод, в это время он нашёл свой художественный стиль, сочетающий национальные традиции с современными средствами выражения. Хотя с 1926 года Рада на постоянной основе поселился в чешской столице, он ещё неоднократно возвращался в Железни-Брод.
После переезда в Прагу художник регулярно выставлял свои произведения за рубежом; его работы были представлены в Венеции, Вене, Питтсбурге, Париже, Брюсселе и Москве, а на Международной выставке графики во Флоренции Рада получил золотую медаль.
В 1946 году Властимил Рада стал профессором Пражской Академии изящных искусств. 
В 1954 году он был удостоен звания лауреата Государственной премии, а в 1958 году — народного художника.
Властимил Рада считается продолжателем иллюстративного творчества Миколаша Алеша. Его характерный и мгновенно узнаваемый рисунок отличается своеобразной нервной «трясущейся» контурной линией. Он прославился как автор обложек книг и иллюстратор, особенно произведений русских классиков Гоголя, Чехова, Салтыкова-Щедрина и др.
Властимил Рада умер 22 декабря 1962 года в городе Праге.